# Forkland
Forkland es un pueblo ubicado en el condado de Greene en el estado estadounidense de Alabama. En el censo de 2000, su población era de 629. 

## Demografía
En el 2000 la renta per cápita promedia del hogar era de $ 18.698$, y el ingreso promedio para una familia era de 22.115$. El ingreso per cápita para la localidad era de 9.314$. Los hombres tenían un ingreso per cápita de 24.375$ contra 16.544$ para las mujeres.

## Geografía
Forkland está situado en 32°38′52″N 87°52′2″O / 32.64778, -87.86722 (32.647702, -87.867236).
Según la Oficina del Censo de los EE. UU., la ciudad tiene un área total de 3.50 millas cuadradas (9.07 km ²).